# Wolf & Parchment: New Theory Spice & Wolf
Волчица и пергамент (яп. 狼と羊皮紙) — сиквел популярной японской серии ранобэ «Волчица и пряности», написанного Исуной Хасэкурой, с иллюстрациями Дзю Аякуры.

## Сюжет
Действие ранобэ происходит после окончания основной сюжетной линии «Волчица и пряности». Главной героиней произведения является дочь Холо и Крафта Лоуренса — Мюри, а также прибившийся к ним молодой человек, мечтающий стать священником, по имени Кол. Однажды Кол решает для достижения своей цели отправиться в путешествие, но вскоре замечает, что Мюри сбежала из дома вслед за ним с негласного одобрения собственной матери. Спустя некоторое время герои прибывают в город Атиф, находящийся недалеко от границы Королевства Винфилл. Там Кол встречается с наследником престола принцем Хиландом, который предлагает ему для борьбы с церковной коррупцией заняться переводом священных текстов и исправлением ошибок в уже существующих манускриптах.

## Список персонажей
Мюри (яп. ミューリ) — дочь Холо и Лоуренса. Десять лет прожила вместе со своими родителями в их гостинице в Нёххира, и за это время никогда не покидала город. В детстве родители рассказывали ей истории о их приключениях, и Мюри мечтала тоже когда-нибудь отправится в путешествие и насладиться красотой окружающего её мира, как когда-то родители. Воспользовавшись случаем, тайком сбегает из дома с Колом, которого тепло называет «братиком».
Тот Кол (яп. コル) — бывший школяр, подобранный Холо и Лоуренсом в Реносе около пятнадцати лет назад. Ныне продолжает свой путь к цели стать церковником. Обнаруживает Мюри в своём багаже и велит ей вернуться домой, однако, увидев у той мешочек матери, разрешает ей продолжить путь вместе с ним.